# 프리즌 아키텍트
《프리즌 아키텍트》(영어: Prison Architect)는 2010년부터 인트로버전 소프트웨어에서 개발하고 있는 교도소 건설경영 시뮬레이션 게임으로, 2012년 9월 25일 첫 번째 알파 버전을 판매하기 시작하였으며, 판매 10개월만인 2013년 6월 10만 카피이상을 판매하는 성공을 거두게 된다.

## 개요
프리즌 아키텍트는 던전 키퍼, 테마 병원, 드워프 포트리스에서 영감을 받았으며, 주제인 감옥은 2010년 게임 디자이너인 크리스 딜레이가 아내와 함께 여행간 알카트라즈 교도소를 보고 떠올렸다고 말했다. 그후 2년후인 2012년 알파버전을 판매하기 시작하였다. 프리즌 아키텍처는 플레이어가 교도소를 건설함과 동시에, 교도관과, 일꾼, 교도소 소장등을 고용하여 국가로부터 인도받은 죄수들의 시간표를 정하는 등 교도소를 꾸려나가게 된다.
프리즌 아키텍트의 죄수들은 식사, 용변, 잠, 편안함등의 여러 가지 욕구를 가지고 있으며, 이들 욕구가 만족되지 않으면 불평을 하면서 기물을 파손하거나 다른 죄수에 대해 폭력을 행사하기도 하며 몰래 숨겨둔 밀수품을 사용하기도 하며, 이보다 더 위험도가 올라가게 되면 죄수들은 교도소내에서 집단 폭동을 벌이게 되고 이 경우 죄수들간 혹은 교도관 살인까지 발생하게 된다. 이와 더불어 죄수들은 기회가 나면 교도소에서 탈옥하려고 하는등 플레이어는 죄수들의 폭동이 일어나지 않게, 그리고 죄수들이 탈옥하지 않게 교도소를 이끌어 나가는게 이 게임의 목표라고 볼 수 있다.

## 판매
프로즌 시냅스와 마인크래프트의 얼리 액서스 판매가 성공한 모습을 본 인트로버전 소프트웨어는 프리즌 아키텍처의 알파버전을 판매하기로 한다. 프리즌 아키텍처는 지불한 금액에 따라 여러 가지 혜택을 부여하는 킥스타터와 비슷한 형식으로 판매하며, 전 단계를 구매한 사람들은 금액을 더 지불하여 상위 단계로 올라갈수 있다.
프리즌 아키텍트는 판매 72시간만에 10만 달러를 거두워들였으며, 2013년 2월에 100만 달러 매출을 기록하였으며, 2013년 6월에는 10만 카피이상을 판매하였다. 2013년 6월 17일 KST 22시 55분 기준으로 프리즌 아키텍처는 판매된 카피수 10만 5천이상, 금액으로 따졌을시 총 342만 달러 이상이 판매되었다.

## 평가
| 평가 |        |
| --- | ------ |
| 통합 점수 통합사 점수 메타크리틱 83/100 [ 10 ] 평론 점수 평론사 점수 게임스팟 7/10 [ 11 ] IGN 8.3/10 [ 12 ] |        |
| 통합 점수                                                                                                   |        |
| 통합사 | 점수   |
| 메타크리틱                                                                                                  | 83/100 |
| 평론 점수                                                                                                   |        |
| 평론사 | 점수   |
| 게임스팟 | 7/10   |
| IGN | 8.3/10 |